# Hampus Lindholm
Hampus Jonathan Lindholm, född 20 januari 1994 i Helsingborg, är en svensk ishockeyback som spelar för Boston Bruins i NHL.
Han har tidigare spelat för Anaheim Ducks i NHL, Norfolk Admirals i AHL samt Rögle BK i Hockeyallsvenskan.

## Biografi
Hampus växte upp i Lerberget i nordvästra Skåne.
Lindholm var med och tog silver vid U18-VM i ishockey 2012, valdes samma säsong till bästa back i J20 Superelit samt hjälpte Rögle avancera från Hockeyallsvenskan till Elitserien. Därefter valdes han av Anaheim Ducks som sexa totalt i NHL Entry Draft 2012. Efter en säsong i AHL debuterade han med framgång i NHL och blev med sitt första NHL-mål mot Arizona Coyotes den 6 november 2013 en av de yngsta svenska backarna genom alla tider att göra mål i NHL. Redan under rookiesäsongen etablerade han sig som en av Anaheims mest betydande backar sett till istid, poängproduktion och förtroende i olika spelformer, inte minst power play.

## Statistik
| 2010–2011  | Rögle BK         | J18 Elit          | 4   | 1  | 1   | 2   | 4   | —  | — | —  | —  | —  |
|            | Rögle BK         | J18 Allsvenskan   | 7   | 1  | 2   | 3   | 6   | 3  | 0 | 2  | 2  | 0  |
|            | Rögle BK         | J20 Superelit     | 39  | 0  | 4   | 4   | 34  | 3  | 0 | 0  | 0  | 0  |
| 2011–2012  | Rögle BK         | Hockeyallsvenskan | 20  | 1  | 3   | 4   | 12  | 10 | 1 | 4  | 5  | 6  |
|            | Rögle BK         | J18 Elit          | 1   | 1  | 3   | 4   | 2   | —  | — | —  | —  | —  |
|            | Rögle BK         | J20 Superelit     | 28  | 5  | 12  | 17  | 16  | —  | — | —  | —  | —  |
| 2012–2013  | Norfolk Admirals | AHL               | 44  | 1  | 10  | 11  | 16  | —  | — | —  | —  | —  |
| 2013–2014  | Anaheim Ducks    | NHL               | 78  | 6  | 24  | 30  | 36  | 11 | 0 | 2  | 2  | 0  |
| 2014–2015  | Anaheim Ducks    | NHL               | 78  | 7  | 27  | 34  | 32  | 16 | 2 | 8  | 10 | 10 |
| 2015–2016  | Anaheim Ducks    | NHL               | 80  | 10 | 18  | 28  | 40  | 7  | 0 | 3  | 3  | 0  |
| 2016–2017  | Anaheim Ducks    | NHL               | 66  | 6  | 14  | 20  | 36  | 17 | 1 | 3  | 4  | 10 |
| 2017–2018  | Anaheim Ducks    | NHL               | 69  | 13 | 18  | 31  | 34  | 4  | 1 | 1  | 2  | 2  |
| 2018–2019  | Anaheim Ducks    | NHL               | 76  | 6  | 22  | 28  | 44  | —  | — | —  | —  | —  |
| 2019–2020  | Anaheim Ducks    | NHL               | 56  | 2  | 21  | 23  | 34  | —  | — | —  | —  | —  |
| 2020–2021  | Anaheim Ducks    | NHL               | 18  | 2  | 4   | 6   | 16  | —  | — | —  | —  | —  |
| 2021–2022  | Anaheim Ducks    | NHL               | 61  | 5  | 17  | 22  | 42  | —  | — | —  | —  | —  |
|            | Boston Bruins    | NHL               | 10  | 0  | 5   | 5   | 4   | 4  | 0 | 0  | 0  | 0  |
| 2022–2023  | Boston Bruins    | NHL               | 80  | 10 | 43  | 53  | 56  | 7  | 0 | 0  | 0  | 4  |
| 2023–2024  | Boston Bruins    | NHL               | 73  | 3  | 23  | 26  | 63  | 13 | 1 | 3  | 4  | 8  |
| NHL totalt | NHL totalt       | NHL totalt        | 745 | 70 | 236 | 306 | 437 | 79 | 5 | 20 | 25 | 34 |

### Internationellt
| Källa: Uppdaterad: 2019-12-31 | Källa: Uppdaterad: 2019-12-31 | Källa: Uppdaterad: 2019-12-31 |         | Utv = Utvisningsminuter | Utv = Utvisningsminuter | Utv = Utvisningsminuter | Utv = Utvisningsminuter | Utv = Utvisningsminuter |
| År                            | Lag                           | Mästerskap                    | Matcher | Mål                     | Assists                 | Poäng                   | Utv                     |                         |
| ----------------------------- | ----------------------------- | ----------------------------- | ------- | ----------------------- | ----------------------- | ----------------------- | ----------------------- | ----------------------- |
| 2012                          | Sverige                       | U18-VM                        | 6       | 0                       | 4                       | 4                       | 4                       |                         |
| 2018                          | Sverige                       | VM                            | 10      | 0                       | 6                       | 6                       | 4                       |                         |
| Junior totalt                 | Junior totalt                 | Junior totalt                 | 6       | 0                       | 4                       | 4                       | 4                       |                         |
| Senior totalt                 | Senior totalt                 | Senior totalt                 | 10      | 0                       | 6                       | 6                       | 4                       |                         |